# 5 Dywizjon Artylerii Mieszanej
5 dywizjon artylerii mieszanej (5 dam) – samodzielny pododdział artylerii wojsk powietrznodesantowych Sił Zbrojnych PRL.
W 1957 roku został sformowany 5 dywizjon artylerii. W 1963 roku dywizjon został przemianowany na 5 dywizjon artylerii mieszanej.
W 1961 do dywizjonu wprowadzono wyrzutnie rakietowe WP-8Z. W 1963 r. wycofano z uzbrojenia działa bezodrzutowe B-11, wprowadzając na ich miejsce 85 mm armaty przeciwpancerne D-44. Armaty te jednak nie spełniały wymogów stawianych przed wojskami powietrznodesantowymi i zastąpiono je wkrótce działami bezodrzutowymi B-10. W końcowym okresie istnienia dywizjon składał się ze sztabu, plutonu dowodzenia, trzech baterii moździerzy uzbrojonych w 120 mm moździerze wz. 43 i 120 mm moździerze 2B11 Sani, plutonu moździerzy automatycznych kal. 82 mm 2B9 Wasilok, dwóch baterii przeciwpancernych uzbrojonych w przeciwpancerne pociski kierowane 9M14 Malutka i 9K115 Metys oraz kompanii obsługi. W 1991 – po rozformowaniu jednostki – w zajmowanych dotychczas przez dywizjon zabytkowych XIX-wiecznych koszarach przy ul. Modrzewiowej w Krakowie utworzono Krakowskie Centrum Rehabilitacji.

## Dowódcy dywizjonu
- kpt. Aleksander Pawlikowski
- płk dypl. mjr Ryszard Piwowar
- ppłk Tadeusz Maśliński
- ppłk Ignacy Nejman
- mjr Jan Zduński